# Сірченко Андрій Володимирович
Андрі́й Володи́мирович Сі́рченко (нар. 15 червня 1973, м. Краматорськ, Донецька область, Українська РСР — пом. 17 лютого 2017, с. Кримське, Новоайдарський район, Луганська область, Україна) — волонтер, доброволець батальйону ОУН, учасник російсько-української війни. Псевдо «Примус».

## Життєпис
Народився 1973 року в м. Краматорську на Донбасі. Закінчив краматорську загальноосвітню школу № 8.
В часи війни став на захист рідного Донбасу у складі добровольчого Батальйону ОУН, з 18 вересня 2015 року перебував на передовій, в районі Донецька. У червні 2016 командував позицією «Дельфін» в селищі Піски, саме тоді він з двома побратимами підірвав з РПГ ворожий склад з боєкомплектом в районі хімзаводу. На рахунку Андрія два підпалених з СПГ-9 опорних пункти противника у серпні 2016 та трофейний АГС у січні 2017, — під час бойового виходу разом з Денисом Побережним («Роккі») винесли з ворожих позицій АГС-17 вагою 31 кілограм, який несли вдвох декілька сотень метрів через лінію фронту, при цьому потрапивши під обстріл. Про цей бойовий вихід було знято короткий мультфільм під назвою «Як козаки режиму тиші дотримувались».
Був волонтером Всеукраїнського благодійного фонду «Рубіж». Співпрацював з фондом з 2015 року, коли в селищі Піски добровольці допомагали розбудовувати телекомунікаційну мережу для системи управління. З літа 2016 року оформляв папери вже офіційно, від фонду. З того часу перебував на Луганщині в районі «Бахмутської траси» та в Кримському.

### Обставини загибелі
Загинув 17 лютого 2017 року, близько 16:30, від осколкового поранення поблизу с. Кримське Новоайдарського району Луганської області. Під час чергування на спостережному пункті волонтери підбирали місце для розташування сенсора і потрапили під обстріл. Протитанкова керована ракета (ПТКР) поцілила Андрію прямо у голову, він загинув миттєво.
Похований 21 лютого 2017 року на цвинтарі м. Краматорська. На похороні були сотні мешканці міста та побратими з батальйону ОУН. На всьому шляху проходження траурної процесії до 3-ї загальноосвітньої школи, де колись навчався Андрій Сірченко, жителі Краматорська віддавали останню шану воякові, стоячи на колінах.
Залишилися мати-інвалід Тетяна Володимирівна, дружина Надія та донька Валерія.

## Нагороди
- Орден «За мужність» III ступеня (12.03.2021, посмертно) — за особисту мужність, виявлену у захисті державного суверенітету та територіальної цілісності України, самовіддане служіння Українському народу.[6]

## Вшанування пам'яті
25 травня 2017 року, в м. Краматорську в ЗОШ № 8 І—ІІІ ст. відкрили пам'ятну дошку на честь Андрія Сірченка.